# Entoloma cruentatum
Entoloma cruentatum är en svampart som först beskrevs av Lucien Quélet, och fick sitt nu gällande namn av Machiel Evert ("Chiel") Noordeloos 1984. Entoloma cruentatum ingår i släktet Entoloma och familjen Entolomataceae.  Artens status i Sverige är: Ej påträffad. Inga underarter finns listade i Catalogue of Life.